# Tor Åge Bringsværd
Tor Åge Bringsværd (Skien, 16 de novembro de 1939 – 4 de agosto de 2025) foi um autor dramaturgo e editor de jornalismo.